# Alex van Heerden
Alex van Heerden (* 23. November 1974 in Port Elizabeth; † 7. Januar 2009 in Kapstadt) war ein südafrikanischer Musiker (Trompete, Akkordeon, Gesang) des Cape Jazz.

## Leben und Wirken
Van Heerden lernte als Autodidakt im Alter von 17 Jahren Trompete. Er wurde dann Mitglied von Robbie Jansens Sons of Table Mountain und spielte auch mit Winston Mankunku. Gemeinsam mit Hilton Schilder, mit dem er bis 2008 mehrfach in der Schweiz gastierte, gründete er das Duo RockArt, das traditionelle südafrikanische Musik mit zeitgenössischen Genres verschmolz. Noch stärker im elektronischen Bereich arbeitete er mit dem schwedischen Musikproduzenten Håkan Lidbo. Mit seinem Schwager, dem Gitarristen Derek Gripper, schuf er akustische Landschaften, die auf der Musik des Westkap beruhen. Auch nahm er mit Farmbands auf.
Van Heerden starb bei einem Autounfall.

## Diskographische Hinweise
- Gramadoelas Gramadoelas (Afrimusik, 1999)
- Alex van Heerden & Derek Gripper Sagtevlei (Open Record, 2003)
- RockArt Future Cape (Dala Flat Music, 2006)
- Håkan Lidbo & Alex van Heerden Simple (Container Recordings, 2006)
- Bushtech (Smallfunk, 2007)
- In the Name of Bushtech (Sinergy-Networks, 2008)
- Gramadoelas Gemoedsrus (Leslie Javan, Wesley Rustin, Keith De Bruyn, 2009)